# Foldada

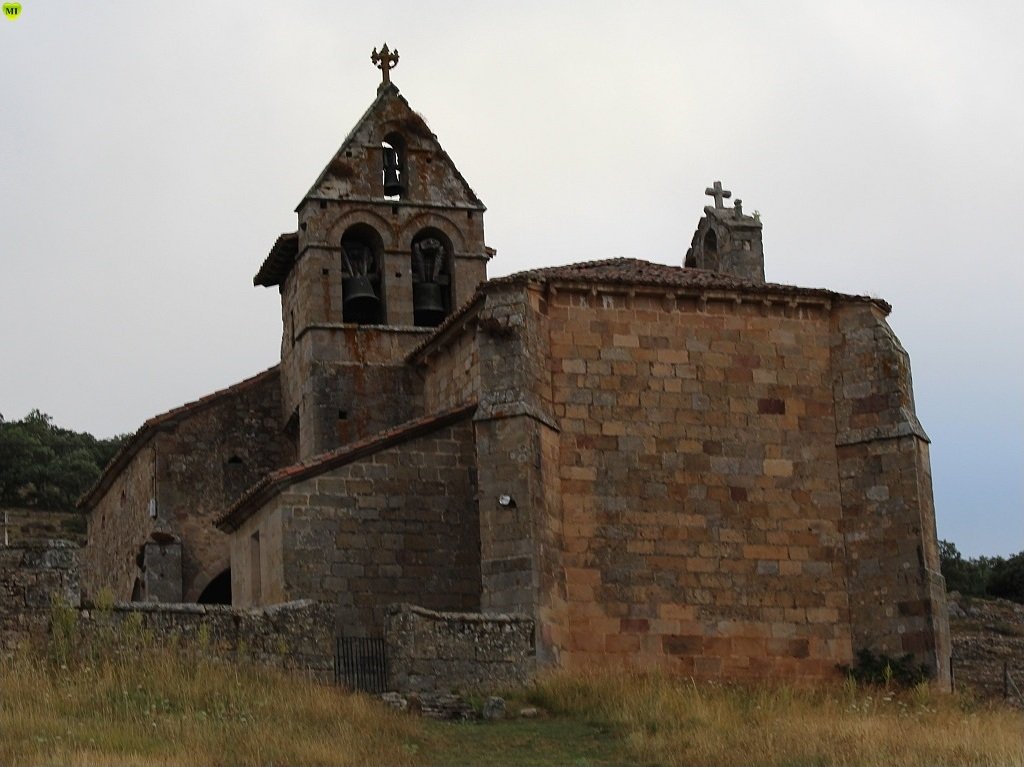
Iglesia del Salvador

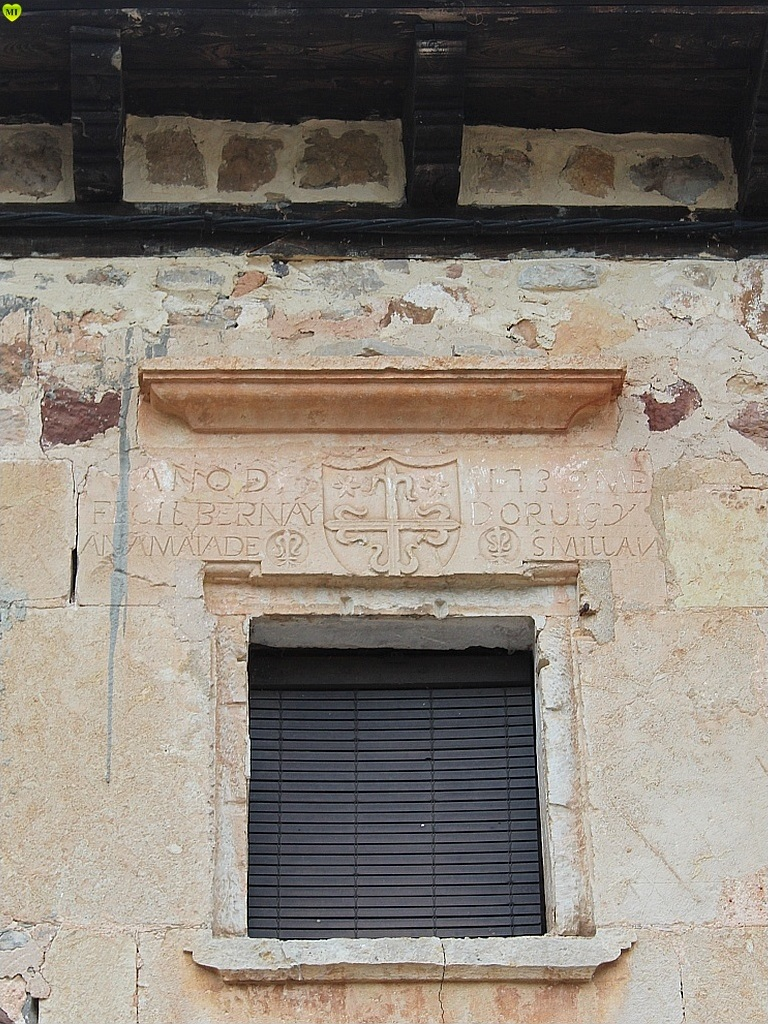
Inscripción sobre una ventana

Foldada es una localidad de la provincia de Palencia (Castilla y León, España) que pertenece al municipio de Aguilar de Campoo.

## Geografía
En la comarca de La Valdivia, junto al embalse de Aguilar en la carretera local P-2132, 2 km al sur de Barrio de San Pedro, 2 km al este de Quintanilla de la Berzosa y 8 al oeste de Aguilar de Campoo, la capital municipal, en la comarca de Campoo.

## Demografía
Evolución de la población en el siglo XXI
| Gráfica de evolución demográfica de Foldada entre 2000 y 2020      |
|                                                                    |
| Población de derecho (2000-2020) según el padrón municipal del INE |

## Historia
En su término esta constatada la presencia de un castro prerromano atribuido a los Cántabros
A la caída del Antiguo Régimen la localidad se constituye en municipio constitucional que en el censo de 1842 contaba con 5 hogares y 26 vecinos, para posteriormente integrarse en Barrio de San Pedro. Posteriormente este último, y con él Foldada, fue anexionado a Aguilar.

## Patrimonio
- Iglesia de El Salvador: De factura tardorrománica, siglo XIII, época de la que aún conserva la nave, portada y espadaña. La escultura románica que posee se centra en los capiteles de la portada, las columnillas del interior y las ménsulas del primer arco fajón. En 2008 sus bienes muebles fueron sometidos a una restauración dentro del Plan de Intervención Románico Norte.